# Nuevo Porvenir de Hidalgo
Nuevo Porvenir de Hidalgo är en ort i Mexiko.   Den ligger i kommunen Tierra Blanca och delstaten Veracruz, i den sydöstra delen av landet, 300 km öster om huvudstaden Mexico City. Nuevo Porvenir de Hidalgo ligger 26 meter över havet och antalet invånare är 282.
Terrängen runt Nuevo Porvenir de Hidalgo är mycket platt, och sluttar österut. Runt Nuevo Porvenir de Hidalgo är det ganska tätbefolkat, med 65 invånare per kvadratkilometer. Trakten runt Nuevo Porvenir de Hidalgo består till största delen av jordbruksmark.